# Rakai
Rakai is de hoofdplaats van het district Rakai in het zuidwesten van Oeganda.
Rakai telde in 2002 bij de volkstelling 6148 inwoners.